# Neto Borges
Vivaldo Borges dos Santos Neto (Saubara, 13 september 1996) is een Braziliaans voetballer. Hij speelt sinds januari 2019 voor KRC Genk. Borges speelt op de positie van linksachter.

## Carrière

### Hammarby IF
Neto Borges maakte in 2018 de overstap van de Braziliaanse competitie naar het Zweedse Hammarby IF. Hij maakte zijn debuut op 1 april 2018 tegen IK Sirius FK. Hierna werd hij een vaste waarde in de basiself. In het kalenderjaar 2018 speelde Neto Borges 26 wedstrijden voor Hammarby. 

### KRC Genk
Op 3 januari 2019 werd bekend dat hij een contract voor drieënhalf jaar had getekend bij het Belgische KRC Genk. Bij Genk moest hij als back-up fungeren voor vaste linksachter Jere Uronen, die Genk trouwens ook wegplukte uit de Zweedse competitie. Op 26 januari 2019 debuteerde hij als basisspeler in de competitiewedstrijd tegen Royal Excel Moeskroen, die Genk overigens met 1-2 verloor. Borges speelde meteen 90 minuten. Het zou meteen zijn laatste optreden worden in het kampioenenseizoen van Genk. Voor zijn volgende wedstrijd moest hij wachten op het bekertreffen tegen Antwerp FC op 4 december 2019.

## Clubstatistieken
| Seizoen | Club                  | Land              | Competitie                    | Competitie | Competitie | Beker | Beker | Internationaal | Internationaal | Totaal | Totaal |
| Seizoen | Club                  | Land              | Competitie                    | Wed.       | Dlp.       | Wed.  | Dlp.  | Wed.           | Dlp.           | Wed.   | Dlp.   |
| ------- | --------------------- | ----------------- | ----------------------------- | ---------- | ---------- | ----- | ----- | -------------- | -------------- | ------ | ------ |
| 2018    | Tubarão Futebol Clube | Vlag van Brazilië | Campeonato Brasileiro Série D | 6          | 0          | 0     | 0     | —              | —              | 6      | 0      |
| 2018    | Hammarby IF           | Vlag van Zweden   | Allsvenskan                   | 26         | 0          | 3     | 0     | —              | —              | 29     | 0      |
| 2018/19 | KRC Genk              | Vlag van België   | Jupiler Pro League            | 1          | 0          | 0     | 0     | 0              | 0              | 1      | 0      |
| 2019/20 | KRC Genk              | Vlag van België   | Jupiler Pro League            | 1          | 0          | 1     | 0     | 0              | 0              | 2      | 0      |
| 2020    | →Vasco da Gama        | Vlag van Brazilië | Série A                       | 19         | 0          | 0     | 0     | 0              | 0              | 19     | 0      |
| 2021/22 | →Tondela              | Vlag van Portugal | Primeira Liga                 | 0          | 0          | 0     | 0     | 0              | 0              | 0      | 0      |
| Totaal  | Totaal                | Totaal            | Totaal                        | 28         | 0          | 4     | 0     | 0              | 0              | 32     | 0      |

## Trivia
- Hij wordt door zijn krullend haar en vergelijkbare speelstijl vaak vergeleken met topvoetballer en landgenoot Marcelo.[3]

## Palmares
| Belgisch kampioen  | 1x | 2018/19 |
| Belgische Supercup | 1x | 2019    |